# Cheiloneurus liorhipnusi
Cheiloneurus liorhipnusi är en stekelart som först beskrevs av Jean Risbec 1951.  Cheiloneurus liorhipnusi ingår i släktet Cheiloneurus och familjen sköldlussteklar. Inga underarter finns listade i Catalogue of Life.